# World Games 2022/Teilnehmer (Tunesien)
| Gelbes Symbol für Goldmedaillen mit stilisierten Olympischen Ringen | Graues Symbol für Silbermedaillen mit stilisierten Olympischen Ringen | Braundes Symbol für Bronzemedaillen mit stilisierten Olympischen Ringen |
| ------------------------------------------------------------------- | --------------------------------------------------------------------- | ----------------------------------------------------------------------- |
| —                                                                   | —                                                                     | 1                                                                       |

Tunesien nahm an den World Games 2022 mit einer Athletin teil.

## Medaillen

### Medaillenspiegel
| Rang   | Sportart | Gold | Silber | Bronze | Gesamt |
| ------ | -------- | ---- | ------ | ------ | ------ |
| 1      | Karate   | –    | –      | 1      | 1      |
| Gesamt | Gesamt   | 0    | 0      | 1      | 1      |

### Medaillengewinner
| Name/n        | Sportart | Wettkampf     |
| ------------- | -------- | ------------- |
| Bronze        |          |               |
| Chehinez Jemi | Karate   | Kumite +68 kg |

## Teilnehmer nach Sportarten

### Karate

#### Kumite
| Athleten           | Wettbewerb       | Gruppenphase        | Gruppenphase | Rang | Halbfinale      | Halbfinale | Kampf um Bronze | Kampf um Bronze | Rang   |
| Athleten           | Wettbewerb       | Gegner              | Ergebnis     | Rang | Gegner          | Ergebnis   | Gegner          | Ergebnis        | Rang   |
| ------------------ | ---------------- | ------------------- | ------------ | ---- | --------------- | ---------- | --------------- | --------------- | ------ |
| Frauen             |                  |                     |              |      |                 |            |                 |                 |        |
| Ayoub Anis Helassa | Kumite bis 60 kg | Eleni Chatziliadou  | 1:1          | 2    | Sofja Berulzewa | 1:3        | Titta Keinänen  | 0:1             | Bronze |
| Ayoub Anis Helassa | Kumite bis 60 kg | Menna Shaaban Okila | 5:2          | 2    | Sofja Berulzewa | 1:3        | Titta Keinänen  | 0:1             | Bronze |
| Ayoub Anis Helassa | Kumite bis 60 kg | Titta Keinänen      | 1:3          | 2    | Sofja Berulzewa | 1:3        | Titta Keinänen  | 0:1             | Bronze |